# Медведев (Тульская область)
Медведев — поселок в Воловском районе Тульской области в составе Турдейского сельского поселения.

## География
Поселок станции находится в юго-восточной части Тульской области на расстоянии приблизительно 10 км на юго-восток по прямой от поселка Волово, административного центра района.

## История
Отмечен был на карте конца 1930-х годов как населенный пункт с 30 дворами.

## Население
Постоянное население составляло 2 человека (русские 100 %) в 2002 году, 4 в 2010.